# Décès en mai 1953
Décès
- 1949
- 1950
- 1951
- 1952
- 1953
- 1954
- 1955
- 1956
- 1957

Pour une information complémentaire, voir la page d'aide.

| Date  | Nom              | Pays                          | Activités               | Âge | Source |
| ----- | ---------------- | ----------------------------- | ----------------------- | --- | ------ |
| 3 mai | Oldřich Blažíček | Drapeau de la Tchécoslovaquie | Peintre tchécoslovaque. | 66  |        |